# Füredi Ferenc
Füredi Ferenc (Budapest, 1947. május 20.) magyar költő, szociológus, közgazda.

## Életútja
A Széchenyi István Közgazdasági Technikumban végzett, képesített könyvelő, tervező, statisztikus szakmát szerzett, s a középiskola befejezése után közgazdaként[forrás?] kezdett el dolgozni. Munka mellett végezte el a Marxizmus-Leninizmus Esti Egyetem filozófiai és szociológiai szakát. 1965-ben kezdett dolgozni az Újpesti Gépelemgyárban munkaügyi előadóként, két év múlva csoportvezető lett, majd újabb két év múlva, 1969-ben az Üzemgazdasági osztály vezetőjévé nevezték ki. 1976-tól a Palotai Építőipari Vállalat közgazdasági osztályvezetője, majd 1983-tól a Fővárosi Településtisztasági Szolgáltató Vállalat (ma Környezetvédelmi Vállalat) üzemgazdasági főosztályvezető-helyettese, egy évvel később főosztályvezetője. Itt dolgozott egészen 1986-ig, amikor megromlott egészségi állapota miatt leszázalékolták, és rokkantnyugdíjas lett. 1997-2010-ig ülnökként dolgozott a Pesti Központi Kerületi Bíróságon és a Fővárosi Munkaügyi Bíróságon.

## Magánélete
Két fiúgyermek édesapja. Fiai: Ferenc (1977) és Zoltán (1979).

## Írói munkássága
1977 óta ír verseket, de első saját kötete csak 1993-ban jelent meg. Kéziratainak jó része a kiadóknál elkallódott. Megjelentek versei többek között a Családi Lapban, a Hetedhéthatárban, az Új Magyarországban, a Népszavában, a Magyar Nemzetben, a Népszabadságban, az Ezredvégben, a Magyar Írásban, a Holmiban, számos megyei lapban, valamint külföldön a bukaresti Együtt-Impreunában és a Kanadai Magyar Hírlapban is.
Olvashattuk műveit a Hazádnak rendületlenül c. antológiában is. Román költők verseiből is készített műfordításokat.
Számos verses estje volt a Vasas Székházban, s hat fellépése a bukaresti Nemzeti Színházban. Verseiből két hanglemezfelvétel is készült.
Szerkesztőként dolgozott a Hetedhéhatárnál, valamint a bukaresti Együtt-Impreunánál. Utóbbit elhagyta, amikor a lap szélsőbaloldali lett.
A Magyar Írószövetség tagja, Nagy Lajos ösztöndíjas.

## Közéleti szereplése, politikai nézetei
Mérsékelt baloldalinak vallja magát. 1989-2003-ig az MDF tagja volt, Beke Kata államtitkári kinevezése után közreműködött az MDF oktatási reformprogramjának kidolgozásában, közgazdasági modellek készítésében.
2017 tavasza óta a Változást Akaró Szavazók (VÁLASZ) Pártjának elnökségi tagja.

## Főbb művei
- Füredi Ferenc: Koraszülöttek késői díszszemléje; Széphalom Könyvműhely, Bp., 1993
- Füredi Ferenc: Séták térben és időben; Kalamáris, Pécs, 2020